# انوشیروان محسنی بندپی
انوشیروان محسنی بندپی (زادهٔ ۱۳۳۵ نوشهر) سیاستمدار ایرانی است که در دولت چهاردهم معاون گردشگری وزارت میراث‌فرهنگی است.
وی پیش‌تر استاندار تهران، سرپرست وزارت تعاون، کار و رفاه اجتماعی و سرپرست سازمان تأمین اجتماعی بوده است.
محسنی بندپی همچنین رئیس سازمان بهزیستی و مدتی نیز معاون سید حسن قاضی‌زاده هاشمی وزیر وقت بهداشت، درمان و آموزش پزشکی و دومین مدیرعامل سازمان بیمه سلامت از سال ۱۳۹۲ تا ۱۳۹۴ بوده است.
محسنی در سه دوره ششم، هفتم و هشتم مجلس شورای اسلامی نماینده حوزه انتخابیه نوشهر، چالوس و کلاردشت بوده است. او همچنین عضو هیئت علمی و استاد تمام دانشگاه شهید بهشتی می‌باشد.
محسنی بندپی با حکم وزیر تعاون، کار و رفاه اجتماعی در ۲۷ آبان ۱۳۹۷ به عنوان سرپرست سازمان تأمین اجتماعی انتخاب شد.
وی در تاریخ ۲۱ آذر ۱۳۹۷ با رای هیئت وزیران به سمت استاندار تهران انتخاب شد و در ۲۶ آذر به عنوان استاندار جدید تهران رسماً معارفه شد و سکان استانداری تهران را به‌دست گرفت.
در تاریخ ۲۰ آذر ۱۴۰۳، سیدرضا صالحی امیری وزیر میراث‌فرهنگی، گردشگری و صنایع‌دستی در حکمی انوشیروان محسنی بندپی را به‌عنوان معاون گردشگری وزارت میراث‌فرهنگی منصوب کرد.